# 吳節 (宣德進士)
吳節（1397年—1481年），字與儉，號竹坡，江西吉安府安福縣人，明朝官员，宣德五年（1430年）中进士，初授翰林院编修，累官至太常寺卿兼翰林院侍读。

## 生平
宣德四年（1429年）江西鄉試第一。宣德五年（1430年）丁丑科會試第二，殿試登二甲第十九名進士。选为庶吉士，授官翰林院编修，任满升为翰林院侍读。景泰年间升为南京国子监祭酒。成化年间，以太常寺少卿兼翰林院侍读的本官，出任《大明英宗实录》的副总裁，书成后升为太常寺卿，仍兼侍读。后以年老致仕，成化十七年（1481年）去世，终年八十五岁。

## 家族
曾祖父吳定翁。祖父吳玄初。父吳觀凱。